# Gesine Meißner

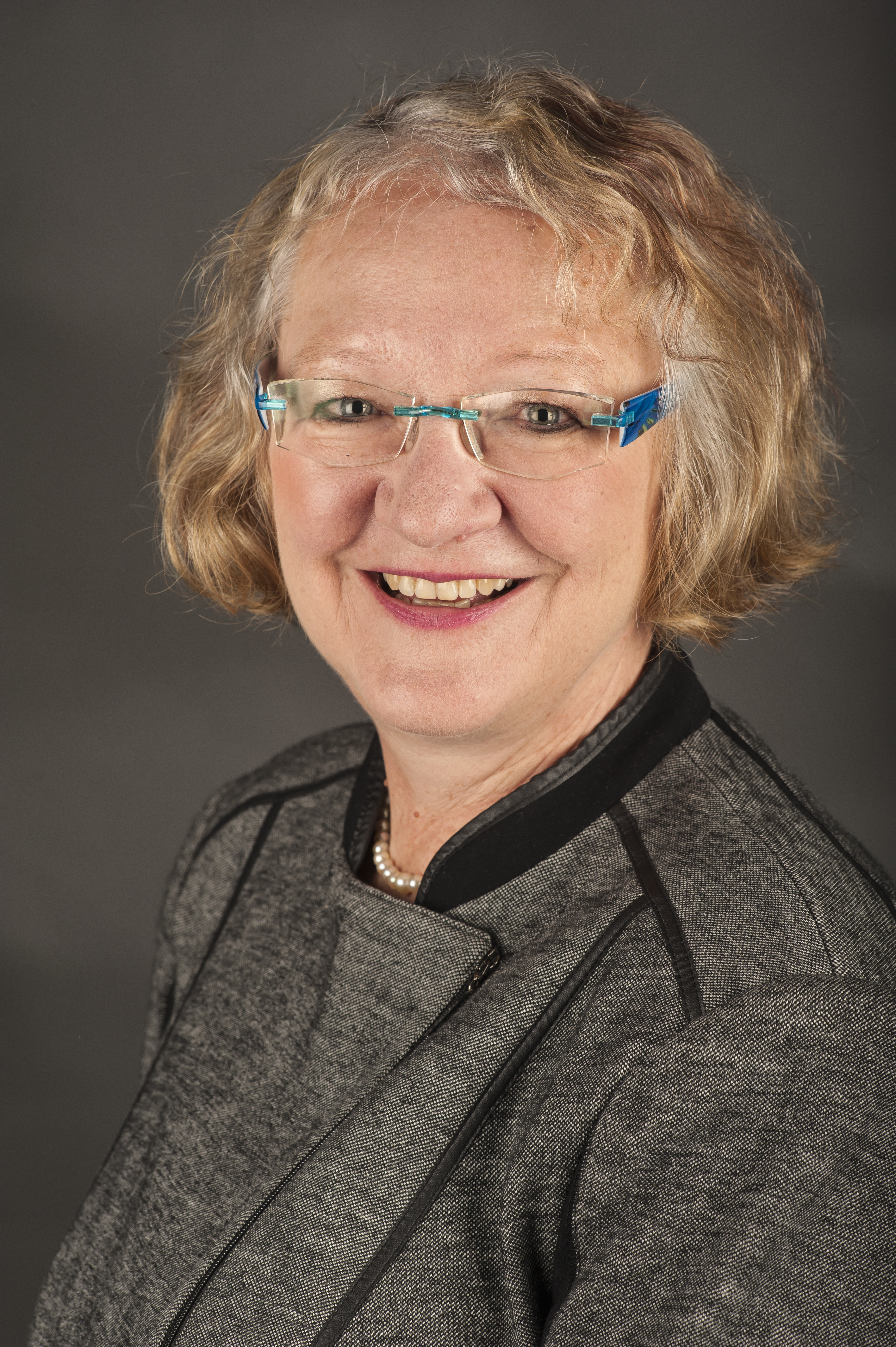
Gesine Meißner (2014)

Gesine Meißner (* 22. Februar 1952 in Uelzen) ist eine deutsche Politikerin der FDP, ehemalige Abgeordnete im Niedersächsischen Landtag. Von 2009 bis 2019 war sie Mitglied des Europäischen Parlaments.

## Ausbildung und Beruf
Nach dem Abitur am Gymnasium Soltau im Jahr 1970 machte Meißner eine Ausbildung zur Hotelkauffrau in der Hotelfachschule auf Teneriffa. Nach einjähriger Tätigkeit an der Rezeption und im Personalmanagement in einem Gästehaus in München studierte sie Germanistik, Anglistik, Musikwissenschaften, Ernährungswissenschaften, Hauswirtschaft und Pädagogik in München und Hannover. 1980 machte sie ihr Staatsexamen für das Lehramt an Berufsschulen. Danach war sie bis 1993 stellvertretende Direktorin der Ländlichen Erwachsenenbildung in Niedersachsen e. V. und anschließend selbstständige Kommunikationstrainerin.

## Politik
Seit 1985 ist Meißner Mitglied der FDP und hatte seither verschiedene Funktionen auf verschiedenen Ebenen inne. Bis 2016 war sie Mitglied im Bundesvorstand. Sie ist Mitglied des Landesvorstands Niedersachsen, Mitglied bei den Liberalen Senioren und war bis 2016 im Rat der europäischen Partei ALDE und bis 2014 Vizepräsidentin der europäischen Liberalen Frauen. Gesine Meißner war von 2014 bis 2016 Bundesvorsitzende der Liberalen Frauen der FDP, seit 2016 ist sie stellvertretende Vorsitzende.

### Landtagsabgeordnete
Von 2003 bis 2009 war Meißner Mitglied des Niedersächsischen Landtags, zunächst für den Wahlkreis Lehrte (Burgdorf, Lehrte, Uetze), nach der Landtagswahl 2008 für den Wahlkreis Springe (Wennigsen, Hemmingen, Ronnenberg und Springe). Als Landtagsabgeordnete wirkte sie als Vorsitzende des Landtagsausschusses für Soziales, Frauen, Familie, Gesundheit und Wohnungsbau. Nach der Wahl ins Europäische Parlament gab sie 2009 ihr Landtagsmandat auf.

### Europaabgeordnete
Bei der Europawahl 2009 trat sie als Spitzenkandidatin der niedersächsischen Landesliste der FDP an. gewählt. Meißner war von 2009 bis 2019 Europaabgeordnete. Sie war Mitglied im Ausschuss für Verkehr und Fremdenverkehr sowie stellvertretendes Mitglied in den Ausschüssen für Entwicklung und Fischerei. Außerdem engagierte sie sich in der Mexiko-Delegation und in der Parlamentarischen Vereinigung EUROLAT für die Beziehungen zu Lateinamerika. Darüber hinaus war Frau Meißner stellvertretendes Mitglied im Untersuchungsausschuss zu Emissionsmessungen in der Automobilindustrie. Ab Oktober 2018 war sie Vorsitzende der dreiköpfigen FDP-Delegation.

### Mitgliedschaften
Meißner ist Mitglied der Europa-Union Parlamentariergruppe Europäisches Parlament, bei Amnesty International und im deutschen Landfrauenverband.

## Ehrenamtliches Engagement
Meißner engagiert sich im Kuratorium des Albert-Schweitzer-Familienwerks, im Vorstand der DRK Kinder- und Jugendstiftung, im Kirchenkreistag, in der Sozialkammer der EKD und als Vizepräsidentin des Europäischen Eisenbahnforums.

## Privates
Meißner wohnt in Wennigsen (Deister), ist verheiratet und hat zwei Kinder. Ihr Bruder Lutz Winkelmann war Landtagsabgeordneter der CDU.